# Lycas
Lycas is een geslacht van vlinders van de familie dikkopjes (Hesperiidae), uit de onderfamilie Hesperiinae.

## Soorten
- L. argentea (Hewitson, 1866)
- L. godart (Latreille, 1824)